# Rzeźba staroglacjalna
Rzeźba staroglacjalna – typ rzeźby terenu powstały i ukształtowany podczas starszych zlodowaceń plejstoceńskich. Decydujące znaczenie dla genezy rzeźby staroglacjalnej miało przedostatnie zlodowacenie (na obszarze Polski – zlodowacenie Odry) i ostatni interglacjał eemski. Ostatecznie rzeźba ta została ukształtowana w warunkach zimnego klimatu peryglacjalnego panującego w czasie ostatniego zlodowacenia na przedpolu lądolodu. Rzeźba staroglacjalna jest mało zróżnicowana, przeważają równiny, miejscami urozmaicone rozległymi, niskimi pagórami lub wzgórzami pochodzenia glacjalnego, rozcięte przez płytkie i szerokie doliny oraz płaskie i rozległe obniżenia. W obszarze staroglacjalnym występują też rozległe równiny zastoiskowe, miejscami powiązane z pradolinami.
W Polsce obszar staroglacjalny, gdzie dominuje staroglacjalna, równinna rzeźba terenu sięga od gór i wyżyn na południu do skrajnych wałów moren czołowych ostatniego zlodowacenia na północy.